# Saundra Edwards
Saundra Edwards (12 de marzo de 1938 – 2 de junio de 2017) fue una actriz y modelo estadounidense.

## Carrera

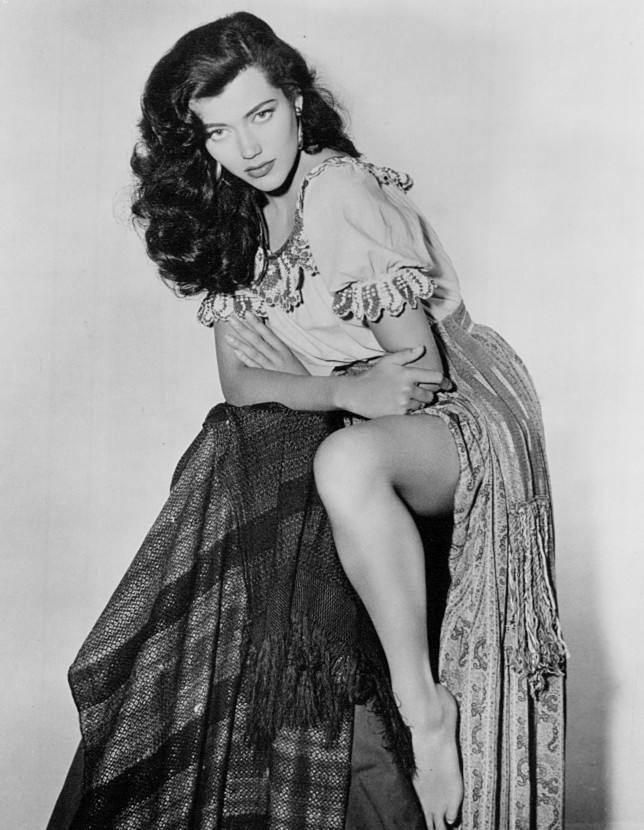
Edwards en Sugarfoot (1959)

Edwards fue la Playmate del mes de marzo de 1957 de la revista Playboy. Su centerfold fue fotografiada por Peter Gowland.
Además de su carrera como modelo para Playboy y otras revistas masculinas, Edwards, que era en parte cheroqui, fue showgirl en Las Vegas. Sus créditos como actriz — tenía un contrato con Warner Bros. — incluyen algunas películas como The Crowded Sky (1960), Parrish (1961), A Fever in the Blood (1961), y muchos papeles en televisión en programas como Sugarfoot, Hawaiian Eye, Cheyenne y Maverick (en el episodio de Maverick "Holiday at Hollow Rock" con James Garner en 1958).
En 1958 Edwards apareció como Vardis Coll en Cheyenne en el episodio titulado "Dead to Rights". También en 1958 Edwards apareció en el episodio de Cheyenne titulado "White Warrior" como Lois Whitton frente a Clint Walker y la estrella invitada Michael Landon, en los créditos finales su nombre se escribe como Sandra Edwards.
En 1960 Edwards apareció como Jane Emmett en Cheyenne en el episodio titulado "Alibi for the Scalped Man".[cita requerida]

## Vida personal
Tras haber estado casada a los 16 años con Lorin Kopp, su director comercial, con quien tuvo una hija, Camille, nacida en 1956 (un hijo, Steven, nació en 1959), Edwards se casó con el actor Tom Gilson el 8 de diciembre de 1961, y tuvo un hijo llamado Thomas S. Gilson Jr. que nació el mismo día. Se separó de Gilson en agosto de 1962 cuando éste empezó a maltratarla, tras lo cual se fue a vivir con su hermana y su cuñado. El 6 de octubre de 1962, Edwards mató a Gilson de un escopetazo en el corazón cuando irrumpió en la casa donde ella se alojaba. Más tarde, un coroner dictaminó que se trataba de un homicidio justifible. El escándalo, sin embargo, puso fin abruptamente a su carrera como actriz.